# 2. Genf-Runde
Die 2. Genf-Runde war die vierte Welthandelsrunde im Rahmen des Allgemeinen Zoll- und Handelsabkommens. Sie startete 1955 und endete im Mai 1956. Im Englischen wird sie im Allgemeinen nur Geneva Round genannt und in Abgrenzung von der ersten eine 1955 oder eine 1956 nachgestellt.
Wie die anderen der ersten Welthandelsrunden war ihr Hauptaugenmerk die Reduzierung von Steuern. Die Runde erreichte eine Reduzierung von 2 %, was etwa 2,5 Milliarden USD im Handelsvolumen entspricht. Es nahmen 22 Länder teil.
Von Zeitgenossen wurde die 2. der Genfer Runden nicht als Erfolg gesehen.